# Stallholmen
Stallholmen ist eine Insel im schwedischen See Helgasjön nördlich von Växjö.

## Geografie
Die unbewohnte Insel befindet sich in unmittelbarer Nähe der auf einer benachbarten Insel gelegenen Schlossruine Kronoberg, die vom Festland aus nur über Stallholmen zu erreichen ist. Sie ist 160 Meter lang und maximal 73 Meter breit. Die Flächenausdehnung beträgt etwa einen halben Hektar.

## Geschichte
Stallholmen gehörte zur Burganlage der ab dem 15. Jahrhundert entstandenen Burg. Die Insel war von einem Verteidigungswall umgeben. Im Inneren befanden sich mitten im Hof Ställe, die der Insel ihren Namen gaben. Darüber hinaus bestanden Scheunen, Vorratsgebäude und kleine Holzhütten für Mägde, Knechte und andere Bedienstete. Im 17. Jahrhundert war die Burg bereits wieder zur Ruine verfallen.